# Ulica Zakroczymska w Warszawie

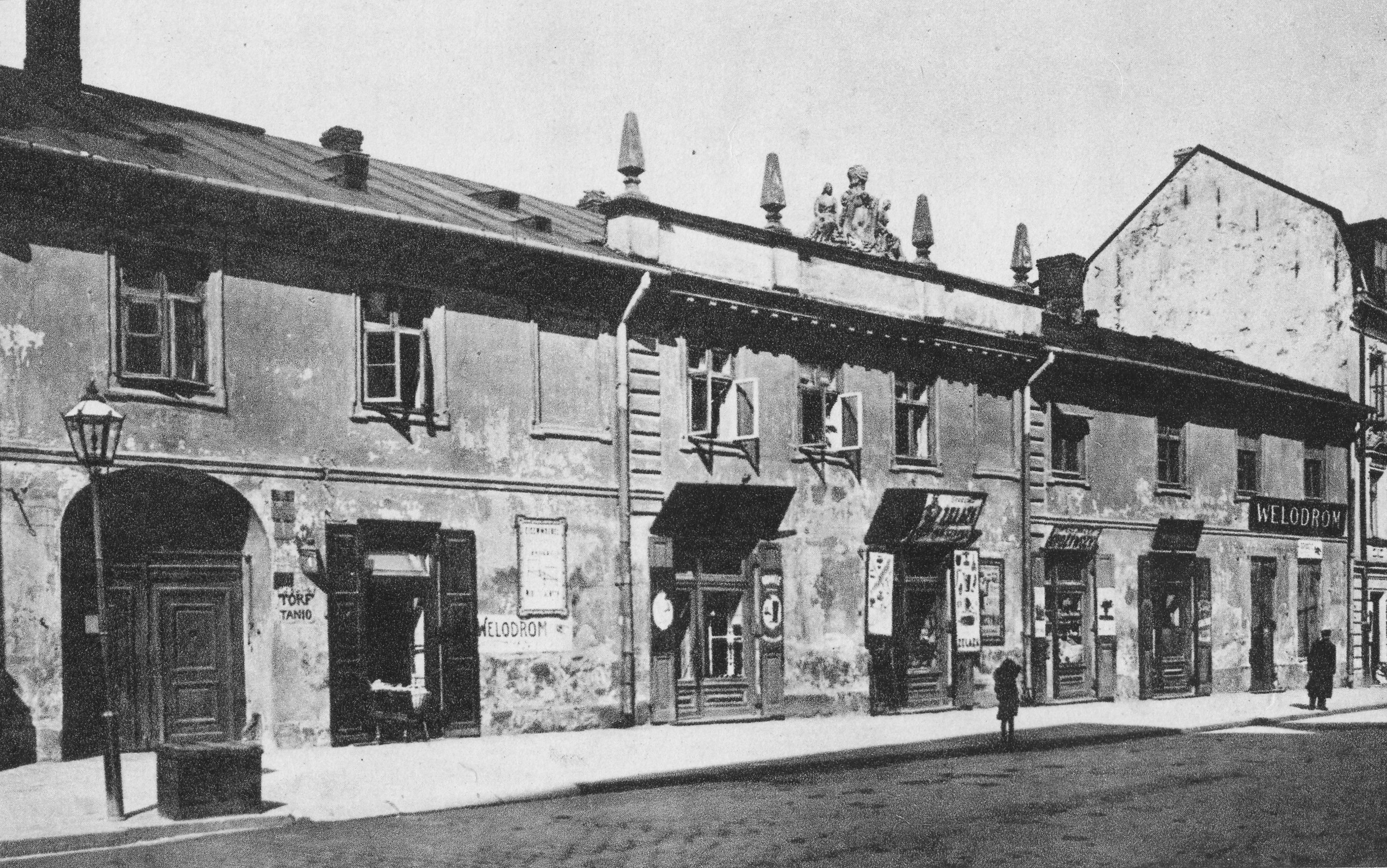
Ulica Zakroczymska w okresie międzywojennym

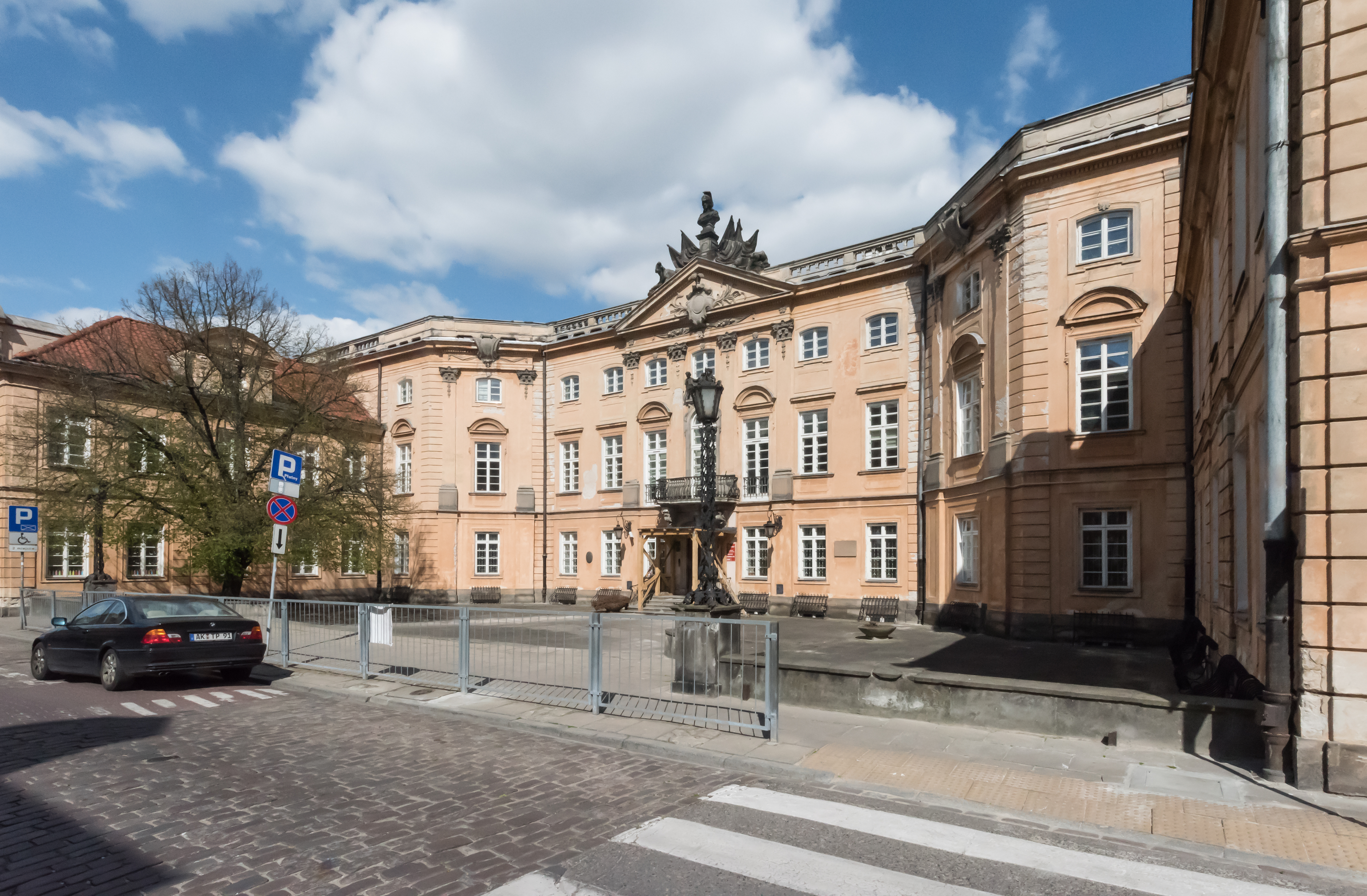
Pałac Sapiehów

Ulica Zakroczymska – jedna z głównych ulic warszawskiego Nowego Miasta, biegnąca od zbiegu ulic Freta, Kościelnej i Franciszkańskiej do ulicy Zygmunta Słomińskiego.

## Historia
Ulica Zakroczymska powstała na miejscu średniowiecznego traktu do Zakroczymia i dalej do Torunia, zwano ją Traktem Zakroczymskim, ulicą Toruńską lub Błońską (nazwa pochodziła od błoni należących do mieszkańców Nowej Warszawy, przez które przebiegała). Trakt wychodził ze Starej Warszawy i biegł wzdłuż obecnej ulicy w kierunku Marymontu, i dalej do przeprawy na Zakroczym. 
W pobliżu znajdowało się znane od XV wieku źródło wody pitnej obudowane w połowie XVIII stulecia; w latach 1770–72 wzniesiono tam murowane ujęcie wody znane jako Zdrój Królewski.
Od początku swego istnienia ulica Zakroczymska charakteryzowała się niespójną, luźną zabudową drewnianą. W roku 1621 została rozdzielona na dwie części po usypaniu Wału Zygmuntowskiego z rozkazu króla Zygmunta III Wazy. Blisko 25 lat później, w roku 1646, przy początkowym odcinku ulicy u zbiegu z obecną ul. Franciszkańską osiedlili się franciszkanie i od razu przystąpili do budowy świątyni, pierwotnie drewnianej, zastąpionej w latach 1679–1691 obecnym kościołem św. Franciszka projektu Jana Chrzciciela Ceroniego. Po jego śmierci prace kontynuowali Józef Fontana oraz jego syn – Jakub. Jakub Fontana zbudował też na Zakroczymskiej własną kamienicę, zachowaną do dziś pod nr 2, u zbiegu z ul. Kościelną.
W ciągu XVII stulecia przy Zakroczymskiej chętnie wznosili swe siedziby możni: swoje dwory zbudowali tu starosta generalny żmudzki Hieronim Wołłowicz, kasztelan wileński Mikołaj Sapieha oraz starościna wyszogrodzka Małgorzata Kotowska. Kolejna właścicielka ostatniego z obiektów, wojewodzina wołyńska Marianna Potocka, odsprzedała go na konwikt Collegium Nobilium.
W wieku XVIII zabudowań drewnianych przybyło, pojawiły się też jednak murowane pałace: okazałe siedziby postawili kanclerz wielki litewski Jan Fryderyk Sapieha i podstoli wielki koronny Stanisław Lubomirski, który później odsprzedał swą siedzibę Władysławowi Gurowskiemu.
W latach 1750–60 staraniem Komisji Brukowej Zakroczymska otrzymała brukowaną nawierzchnię, nad przepływająca rzeczką Bełczącą przerzucono most. Tylne, gospodarcze zabudowania nieparzystej strony ulicy wyznaczały granicę Nowego Miasta, sięgającego po nieistniejącą już ulicę Spadek i Zdrój Królewski.
W latach 1810–16 pałac Sapiehów został wynajęty przez Dyrekcję Inżynierów Komisji Rządowej Wojny na koszary Czwartaków (tzw. Koszary Sapieżyńskie), ostatecznie nabyty w tym celu od Franciszka Sapiehy w roku 1817. Pracami architektonicznymi i przebudową kierował architekt Wilhelm Henryk Minter, który całkowicie zmienił oblicze gmachu, zmieniając jego wystrój zewnętrzny na klasycystyczny.
Po ulokowaniu koszar przy Zakroczymskiej pobudowano domy dla oficerów; zabudowa końcowego odcinka ulicy, za ul. Wójtowską, została jednak zburzona w latach 1832 i 1851 w związku z istnieniem esplanady Cytadeli Warszawskiej i lunety Władymir.
Ulica zachowała jednak swój bieg aż do Wrót Aleksandryjskich, jednak od połowy XIX wieku postępowała jej stopniowa pauperyzacja. Ludność, głównie żydowska biedota, parała się drobnym rzemiosłem i handlem. Pozytywnymi wydarzeniami było otwarcie na Zakroczymskiej zakładów graficznych Concordia na początku XX wieku oraz utworzenie wokół lunety Władymir w roku 1925 miejskiego parku Traugutta. Około roku 1908 po wybudowaniu na Wiśle tzw. Drugiego Mostu Kolejowego (zwanego też Czwartym Mostem) nad końcowym odcinkiem ulicy, tuż przy Cytadeli Warszawskiej zbudowano przerzucony nad ulicą wiadukt kolei obwodowej.
W latach 1925–1929 u zbiegu z ul. Sanguszki według projektu Antoniego Dygata wystawiono gmach Polskiej Wytwórni Papierów Wartościowych, była to ostatnia inwestycja przy Zakroczymskiej aż do okresu powojennego.
Uchwałą Rady Miejskiej z dnia 27 września 1926 końcowemu odcinkowi ulicy od wiaduktu kolei obwodowej do bramy Cytadeli Warszawskiej nadano nazwę ulica Jana Jeziorańskiego, zaś nazwę zamykającej ulicę bramy zmieniono z Wrót Aleksandryjskich na Bramę Nowomiejską.
Większość zabudowy ulicy została zburzona w 1944 roku.
W latach 1945–1956 odbudowano kościół pw. św. Franciszka, pierwszą mszę świętą przed ocalałym obrazem św. Antoniego Padewskiego odprawiono tam wśród ruin już 21 stycznia 1945. Autorem owego barokowego płótna, namalowanego w roku 1664, był zapewne malarz królewski Mathias Kargen.
Pozostałą zabudowę odbudowano w latach 1953–1954, pałac Sapiehów – w okresie 1951–1956.
Zabudowę pozostałej części zachodniej pierzei ulicy uzupełniono przez wybudowanie szeregu kamieniczek w stylu zabytkowym.
Uchwałą Rady Narodowej m.st. Warszawy z dnia 16 listopada 1989 odcinkowi ulicy pomiędzy ulicą Mariana Buczka a Bramą Nowomiejską Cytadeli Warszawskiej nadano ponownie nazwę ulica Jana Jeziorańskiego.

## Ważniejsze obiekty
- Kościół św. Franciszka
- Kamienica Jakuba Fontany
- Pałac Sapiehów
- Park Romualda Traugutta
- Zdrój Królewski
- Fort Legionów Cytadeli Warszawskiej
- Polska Wytwórnia Papierów Wartościowych